# Commandant en chef pour la Méditerranée
Le CECMED (pour commandant en chef pour la Méditerranée) est le commandant de la zone et de l'arrondissement maritimes « Méditerranée ».
L’amiral connu comme « CECMED » cumule trois fonctions bien distinctes, il est à la fois :
- commandant de l’arrondissement maritime Méditerranée (responsabilité territoriale sur les unités de la Marine) ;
- commandant de zone maritime (commandant interarmées des moyens militaires déployés en mer Méditerranée) ;
- préfet maritime de la Méditerranée (fonction interministérielle de police administrative générale).

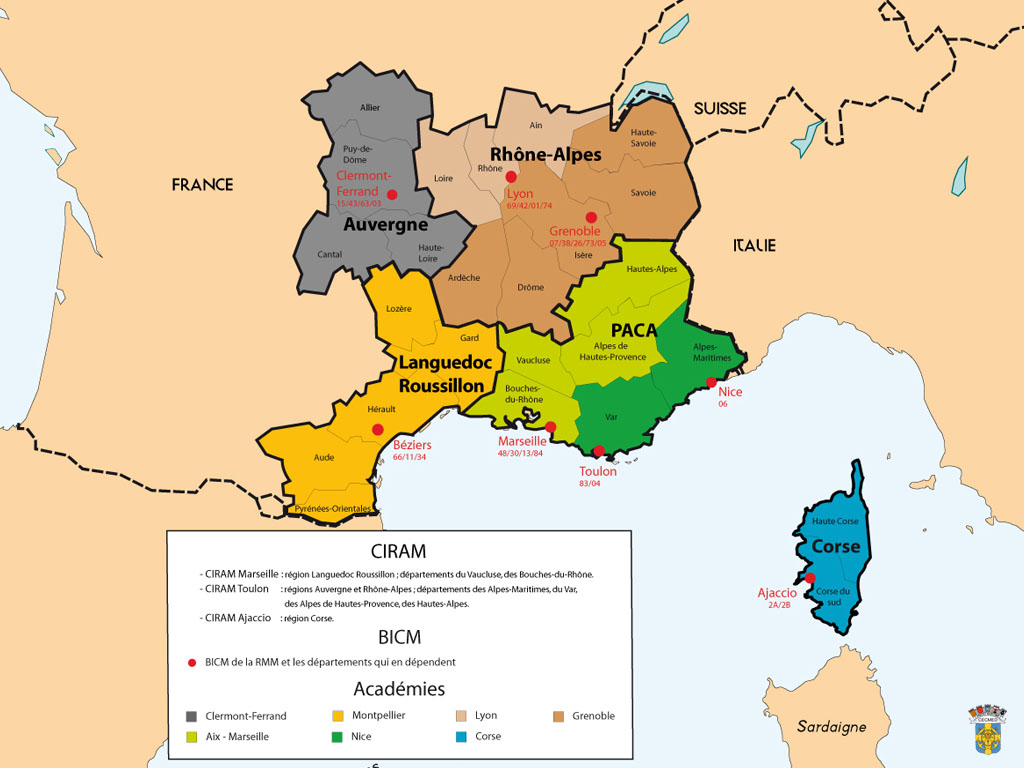
Région maritime Méditerranée

## CECMED, commandant la marine en Méditerranée
Il s'agit du lointain descendant du poste de vice-amiral de la Flotte du Levant (1689 – 1792) qui fut remplacé par l'Escadre de la Méditerranée jusqu'en 1992.
Sous l'autorité du chef d’État major de la Marine (CEMM), CECMED est commandant de la région et de l’arrondissement maritime Méditerranée où l’on trouve notamment la base navale de Toulon et sa cellule anti-pollution ainsi que les commandements de la Marine (COMAR) à Marseille et à Ajaccio.

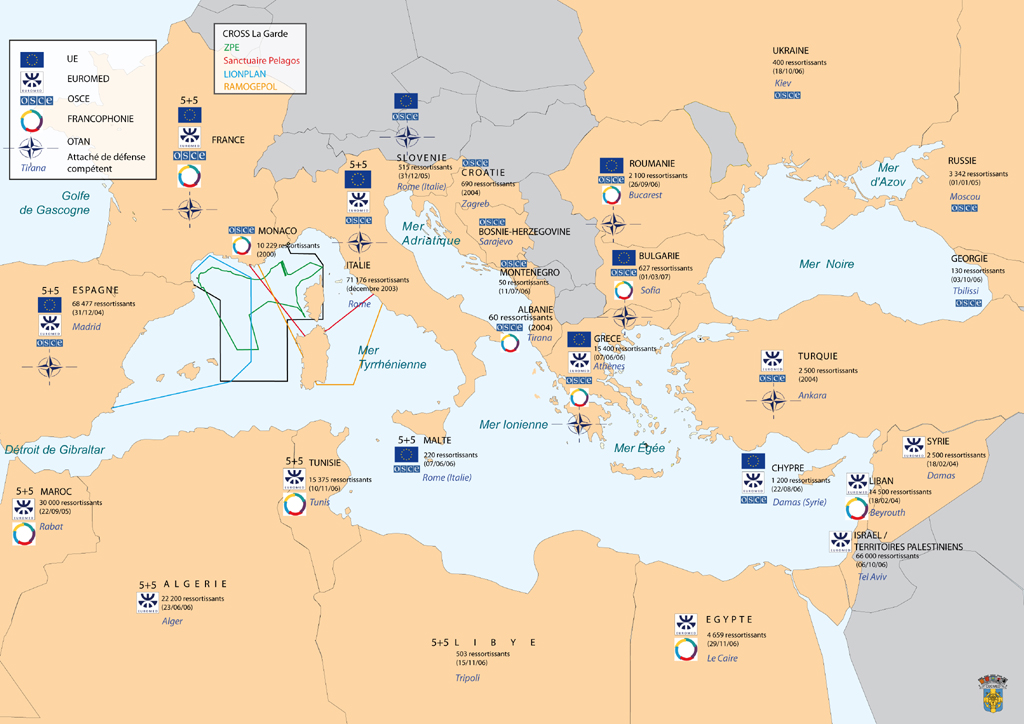
Zone maritime Méditerranée sous commandement de CECMED avec les accords et associations de la France avec les pays riverains ainsi que le nombre de ressortissants français dans ces pays en 2007.

## CECMED, commandant interarmées en Méditerranée
Sous l’autorité du Chef d'État-Major des armées (CEMA), CECMED, en tant que commandant de zone maritime, est chargé du contrôle opérationnel des forces déployées en Méditerranée (exemple de l'opération Baliste au Liban débutée en juillet 2006). 

En Méditerranée, CECMED dispose du relais des attachés de défense et navals.

## Un amiral, trois fonctions
La fonction de préfet maritime de la Méditerranée est confiée par décret à l’amiral commandant la zone maritime Méditerranée.